# Fulvio Bracco
Fulvio Bracco (Neresine, 15 novembre 1909 – Milano, 21 aprile 2007) è stato un imprenditore e chimico italiano, attivo nel settore farmaceutico.

## Biografia
Figlio di Elio e di Nina Salata (nativa di Ossero, sorella dello storico istriano Francesco Salata, senatore del Regno) nasce a Neresine, nell'isola di Lussino, in Istria, nel 1909. La sua famiglia, di sentimenti irredentisti, subisce persecuzioni dal governo austriaco. Il padre è imprigionato a Graz ed egli stesso viene internato nel campo di concentramento di Feldbach con la madre e il fratello.
Alla fine della prima guerra mondiale la famiglia si ricompone a Neresine e il padre assume varie cariche a Trieste. A Trieste lo studio e lo sport, in particolare calcio e canottaggio, riempiono la vita del giovane Fulvio. Nel 1924 si iscrive al liceo scientifico “Guglielmo Oberdan”, dove frequenta i primi tre anni. Concluderà il liceo a Milano, dove la famiglia si trasferisce nel 1927 e dove, nello stesso anno, Elio fonda una piccola società farmaceutica, la "Bracco farmaceutici", come licenziataria della tedesca Merck.
Nel 1934, conseguita la laurea in chimica, Fulvio Bracco entra nella società occupandosi dei risvolti tecnici della fabbrica e assumendo la guida del complesso al ritiro del padre dopo la fine del Secondo conflitto mondiale. Nello stesso anno viene messo in commercio un prodotto destinato a diventare famoso: il Cebion. Nel 1935 Fulvio Bracco è nominato direttore tecnico: “Entrando in azienda il mio pensiero era di svilupparla quanto più possibile. Era un progetto che avevo in mente già dall’università: avere uno stabilimento mio e produrre. Quindi per me era importante vendere i farmaci per poter arrivare a una riserva di bilancio tale da consentire l’acquisto di un terreno e costruirvi poi lo stabilimento. E nel frattempo cominciare anche la ricerca, partendo a piccoli passi, perché nella ricerca io ho sempre creduto”. Lo sviluppo più importante è associato alla creazione dello stabilimento di Lambrate e al lancio del nuovo settore dei mezzi di contrasto radiologici.
Nominato Cavaliere del Lavoro nel 1963, ricoprì anche incarichi in Confindustria (fu vicepresidente) e la presidenza di Assofarma e Federchimica.
Dal 1970 al 1978 fu proprietario dell'agenzia di stampa Adnkronos.
Muore nel 2007. Riposa assieme ai membri defunti della sua famiglia al Riparto VII del Cimitero Monumentale di Milano, nell'Edicola 181.
Dal 2017 una via di Cesano Maderno porta il suo nome.

## Archivio
La documentazione prodotta da Fulvio Bracco durante il periodo della sua attività nell'azienda di famiglia (1927-2007) è conservata nel fondo Bracco conservato presso la Fondazione omonima.